# Андре Боннар
Андре́ Бонна́р (André Bonnard; 1888, Лозанна — 1959) — швейцарський науковець, спеціаліст з старогрецької літератури й мови, перекладач, громадський діяч. Лауреат Міжнародної Ленінської премії «За зміцнення миру між народами» (1954).

## Біографічні відомості
Народився в Лозанні (Швейцарія) в родині викладача. Був одружений, дітей не мав.
Вивчав літературу в Лозаннському університеті (бакалавр мистецтв), після вчився в Сорбоні в Парижі. Потім на викладацькій роботі. В 1915—1928 викладав у гімназії в Лозанні.
В 1928-57 роках читав лекції з літератури в Лозаннському університеті. У 1936 році отримав докторат в Греноблі. В 1952 в Лозанні створив народний університет, в якому читав лекції з літератури, мистецтва і загальної історії.
Голова Швейцарського комітету прихильників миру (1949), учасник Всесвітніх конгресів прихильників миру в Парижі (1949) і Варшаві (1950).
У 1952 році був звинувачений в шпигунстві на користь СРСР. Згодом реабілітований.

## Основні праці
- «Боги Греції» (1944)
- «Поезія Сафо» (1948)
- «Інтелігенція і Жовтнева революція» (1948)
- «До нового гуманізму. Роздуми про радянську літературу» (1948)
- «Трагедія і людина» (1951)
- «Обіцянка Людини» (1953) та ін.